# Козельсько
Козельсько (пол. Kozielsko) — село в Польщі, у гміні Дамаславек Вонґровецького повіту Великопольського воєводства.
Населення — 105 осіб (2011).
У 1975-1998 роках село належало до Пільського воєводства.

## Демографія
Демографічна структура станом на 31 березня 2011 року:
|          | Загалом | Допрацездатний вік | Працездатний вік | Постпрацездатний вік |
| -------- | ------- | ------------------ | ---------------- | -------------------- |
| Чоловіки | 49      | 7                  | 37               | 5                    |
| Жінки    | 56      | 13                 | 27               | 16                   |
| Разом    | 105     | 20                 | 64               | 21                   |